# HATE YOU
「HATE YOU」（ヘイト・ユー）は、韓国のヒップホップグループ2NE1の楽曲。グループの2作目のミニ・アルバム『NOLZA』からのシングルとして2011年7月21日に発売された。TEDDYによってプロデュースされたこの歌は元々「Fuck You」という題名で発売される予定だったが、題名と歌詞の不適切さから、修正を経て「HATE YOU」として公開された。ミュージック・ビデオは、ポップアーティストのマリ・キムが手がけたアニメーションになっている。

## 背景
本作は、2NE1の初の正規アルバム『To Anyone』に「Fuck You」という題名で収録される予定だったが、題名と歌詞の内容が不適切と判断され、収録されなかった。しかし、メンバーらの強い要請で、題名を「HATE YOU」に改め、歌詞は修正されて最終的にグループにとって2作目のミニ・アルバム『NOLZA』（原題：2NE1 2nd Mini Album）に収録された。

## 批評
日本の音楽サイト『hotexpress』の武川春奈は、日本語版の歌詞を「攻撃的」と評した。

## ミュージック・ビデオ
ポップアーティストのマリ・キムによって演出されたミュージック・ビデオは、韓国音楽界では珍しいアニメーション技法で制作された。2NE1の4人のキャラクターとある男性が登場し、戦闘を繰り広げる内容である。

## チャート
| チャート（2011年）                         | 最高 順位 |
| ------------------------------------------ | --------- |
| 韓国・ガオンデジタル総合チャート           | 3         |
| 韓国・ガオンオンラインダウンロードチャート | 1         |
| 韓国・Billboard Korea Hot 100              | 3         |

## 発売日一覧
| 地域 | 情報          | 規格                   | レーベル          |
| ---- | ------------- | ---------------------- | ----------------- |
| 韓国 | 2011年7月21日 | デジタル・ダウンロード | KMPホールディング |
| 日本 | 2011年8月10日 | デジタル・ダウンロード | YGEX              |